# Amerikai fenyőszajkó
Az amerikai fenyőszajkó (Nucifraga columbiana) a madarak (Aves) osztályának verébalakúak (Passeriformes) rendjébe, ezen belül a varjúfélék (Corvidae) családjába tartozó faj.

## Rendszerezése
A fajt Alexander Wilson skót-amerikai ornitológus írta le 1811-ben, a Corvus nembe Corvus columbianus néven. 

## Előfordulása
Észak-Amerika nyugati részén, Kanada, az Amerikai Egyesült Államok és Mexikó területén honos. Természetes élőhelyei a mérsékelt övi erdők, szubtrópusi és trópusi száraz erdők és cserjések, valamint városi régiók. Állandó, nem vonuló faj.

## Megjelenése
Testtömege 30 centiméter, testtömege 106-161 gramm.
|  |

## Természetvédelmi helyzete
Az elterjedési területe rendkívül nagy, egyedszáma nagy és növekszik. A Természetvédelmi Világszövetség Vörös listáján nem fenyegetett fajként szerepel.